# Apsar
| Framsidan på ett 10-apsarmynt. |  | Baksidan på ett 50-apsarmynt. |
| Framsidan på ett 10-apsarmynt. |  | Baksidan på ett 50-apsarmynt. |

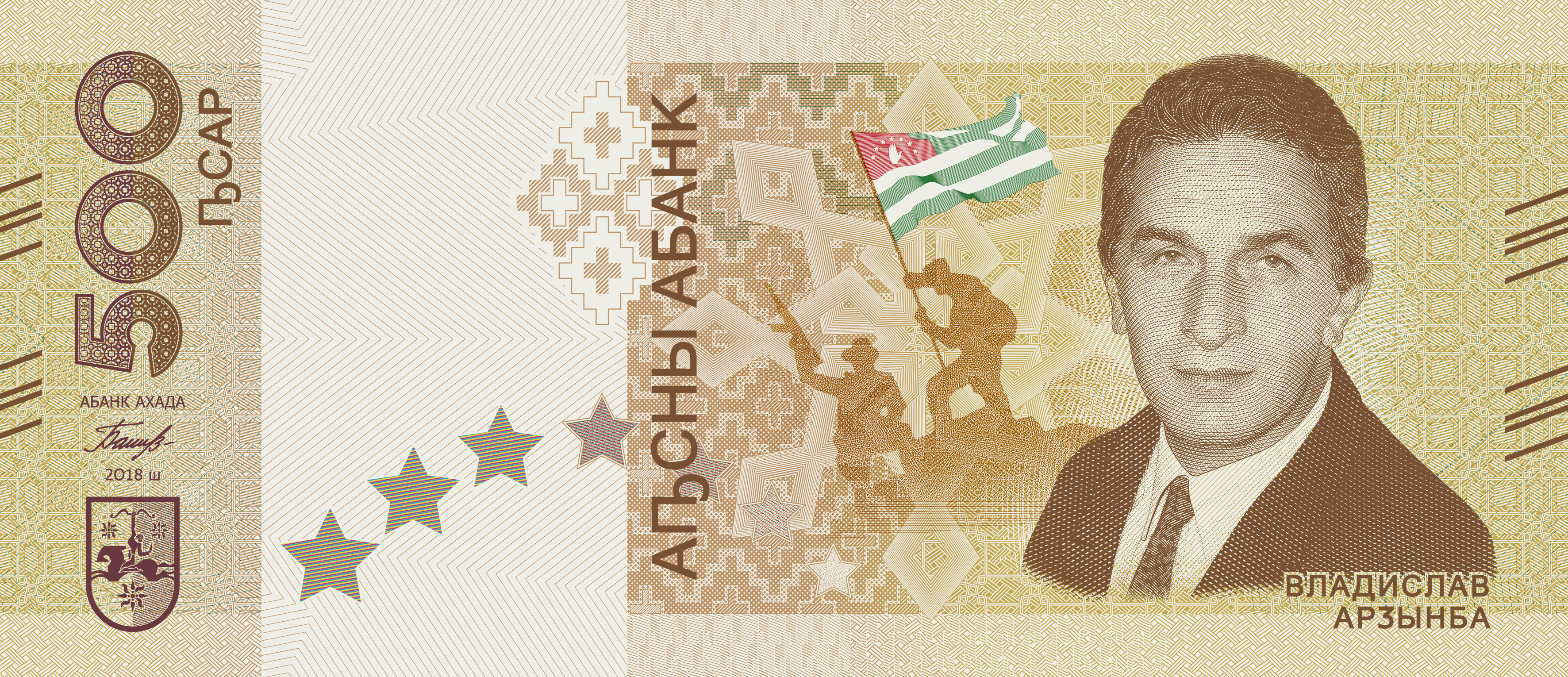

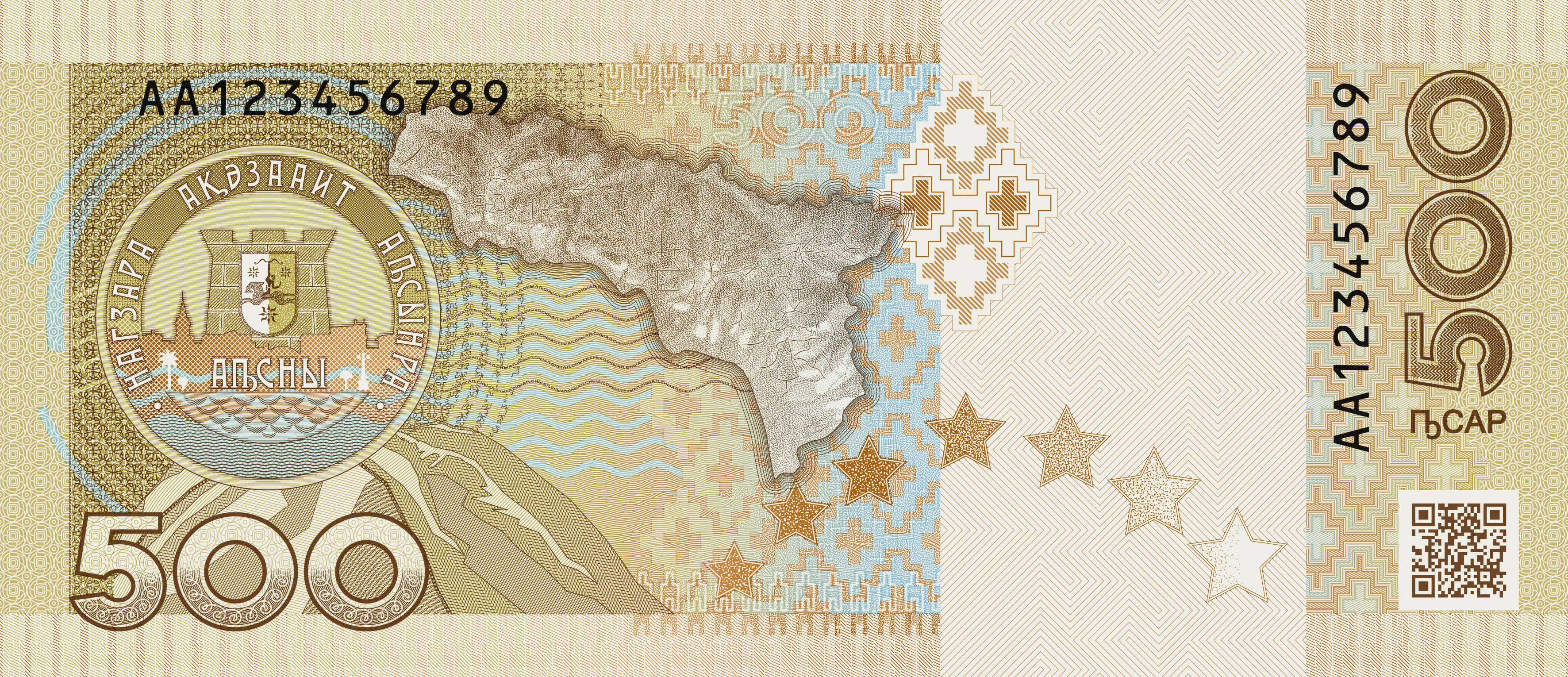

Apsar (abchaziska: Аҧсар, Apsar) är Abchaziens valuta. Hittills har endast mynt med värdena 1, 2, 10, 25, 50 och 100 apsar utgivits. Användningen av apsar är mycket begränsad, och många av mynten används främst av samlare. I Abchazien används istället främst den ryska rubeln. 10-apsarmynten tillverkas i silver och 50-apsarmynten i guld.